# Hemerobius subacutus
Hemerobius subacutus is een insect uit de familie van de bruine gaasvliegen (Hemerobiidae), die tot de orde netvleugeligen (Neuroptera) behoort. 
Hemerobius subacutus is voor het eerst wetenschappelijk beschreven door Nakahara in 1966.